# Kepler-20e
Kepler-20e là một ngoại hành tinh quay quanh Kepler-20. Hành tinh này rất đáng chú ý vì đây là hành tinh đầu tiên có bán kính nhỏ hơn Trái Đất tìm thấy quay quanh một ngôi sao giống như Mặt trời. Hành tinh này đứng thứ hai so với ngôi sao sau đó là Kepler-20b và ở mức 1.040 K (770 °C; 1.410 °F), nó quá nóng để có nước lỏng trên bề mặt của nó. Cùng với bốn hành tinh khác trong hệ thống, Kepler-20e đã được công bố vào ngày 20 tháng 12 năm 2011. 
Kepler-20e là hành tinh đầu tiên nhỏ hơn Trái Đất được phát hiện quay quanh một ngôi sao khác ngoài mặt trời. Một năm trên Kepler-20e chỉ kéo dài 6 ngày, vì nó gần với ngôi sao chủ của nó hơn Trái Đất so với mặt trời. Nhiệt độ ở bề mặt hành tinh, khoảng 1400 độ F, rất nóng để hỗ trợ sự sống, như chúng ta biết.
Kepler-20e có khả năng hoàn toàn là đá và không có bầu khí quyển. Hành tinh này bị khóa chặt, luôn hiển thị cùng phía với ngôi sao chủ của nó, như mặt trăng với Trái Đất và có thể có sự chênh lệch nhiệt độ lớn giữa đêm và ngày vĩnh viễn.
Các nhà thiên văn học nghĩ rằng hành tinh này có khả năng hoạt động địa chất, do quá trình hình thành của chính nó và các tương tác hấp dẫn mạnh mẽ với ngôi sao chủ của nó. Trong mô tả nghệ thuật này, hành tinh được thể hiện bằng những ngọn núi lửa đang hoạt động ở cả hai phía ban đêm và ban ngày.

## Quỹ đạo

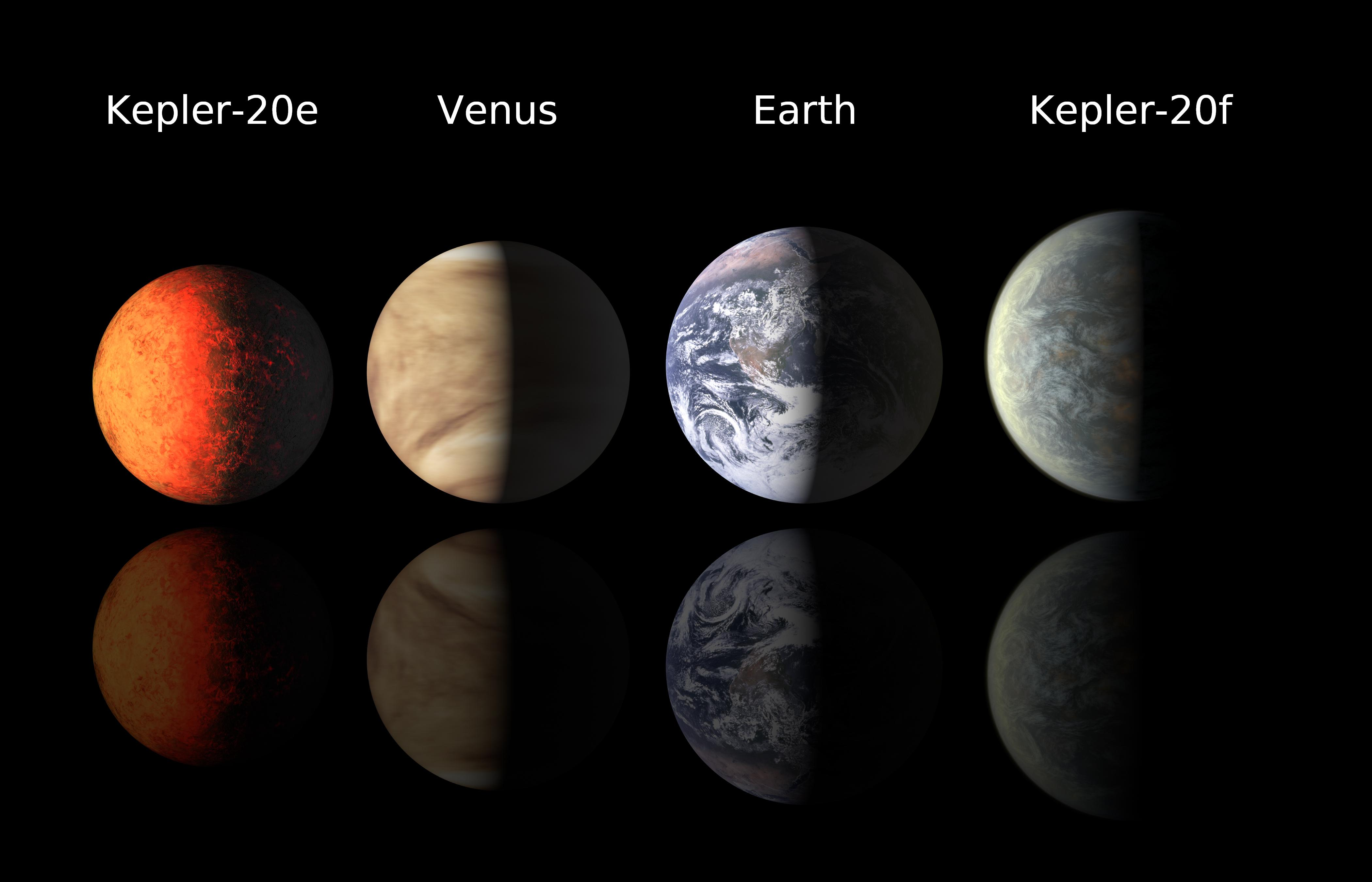
Kích thước của Kepler-20e và Kepler-20f so với Sao Kim và Trái Đất (chi tiết bề mặt của các hành tinh Kepler là ấn tượng của nghệ sĩ)

Với trục bán chính là 0,0506 AU, quỹ đạo của Kepler-20e có thời gian 6.098 ngày (với sai số cực kỳ nhỏ). Quỹ đạo có độ nghiêng 87,50 °, làm cho quá cảnh của nó có thể quan sát được từ Hệ mặt trời. Giống như các hành tinh khác của hệ thống, hành tinh này có độ lệch tâm tối đa cao là 0,28, nhưng thấp nhất trong hệ thống đó. 